# Carlo Agostoni
Carlo Agostoni Faini  (Milán, 23 de marzo de 1909-Ciudad de México, 25 de junio de 1972) fue un deportista italiano que compitió en esgrima, especialista en la modalidad de espada.
Participó en tres Juegos Olímpicos de Verano, obteniendo en total cuatro medallas: oro en Ámsterdam 1928, plata y bronce en Los Ángeles 1932 y plata en Londres 1948. Ganó cuatro medallas en el Campeonato Mundial de Esgrima entre los años 1930 y 1938.

## Palmarés internacional
| Juegos Olímpicos   | Juegos Olímpicos             | Juegos Olímpicos  | Juegos Olímpicos   |
| Año                | Lugar                        | Medalla           | Prueba             |
| ------------------ | ---------------------------- | ----------------- | ------------------ |
| 1928               | Ámsterdam (Países Bajos)     | Medalla de oro    | Espada por equipos |
| 1932               | Los Ángeles (Estados Unidos) | Medalla de plata  | Espada por equipos |
| 1932               | Los Ángeles (Estados Unidos) | Medalla de bronce | Espada individual  |
| 1948               | Londres (Reino Unido)        | Medalla de plata  | Espada por equipos |
| Campeonato Mundial |                              |                   |                    |
| Año                | Lugar                        | Medalla           | Prueba             |
| 1930               | Lieja (Bélgica)              | Medalla de plata  | Espada por equipos |
| 1931               | Viena (Austria)              | Medalla de oro    | Espada por equipos |
| 1937               | París (Francia)              | Medalla de oro    | Espada por equipos |
| 1938               | Pieštany (Checoslovaquia)    | Medalla de bronce | Espada por equipos |